# Gunnar Jansson
Gunnar Jansson (17 agosto 1907 – 13 maggio 1998) è stato un calciatore svedese, di ruolo attaccante.